# ناحیه کولیمای بالا
ناحیه کولیمای بالا (به لاتین: Verkhnekolymsky District) یک منطقهٔ مسکونی در روسیه است که در یاقوتستان واقع شده‌است.